# Championnat d'Autriche de football 1989-1990
Navigation
Saison précédente Saison suivante
La saison 1989-1990 du Championnat d'Autriche de football était la 79e édition du championnat de première division en Autriche. La Bundesliga regroupe les 12 meilleurs clubs du pays au sein d'une poule unique où ils s'affrontent deux fois au cours de la saison, à domicile et à l'extérieur. À la fin de cette première phase, les 8 premiers jouent la poule pour le titre tandis que les 4 derniers rejoignent les 4 premiers de Nationalliga, la deuxième division autrichienne, pour attribuer les 4 dernières places pour la prochaine saison de Bundesliga.
C'est le club du FC Swarovski Tirol, tenant du titre, qui remporte à nouveau le championnat en terminant en tête du classement final, avec 8 points d'avance sur un duo composé du FK Austria Vienne et du SK Rapid Vienne. C'est le 2e titre de champion d'Autriche de l'histoire du club.

## Les 12 clubs participants
| - SK Rapid Vienne - Grazer AK - SKNV St. Pölten - Wiener Sport-Club - FC Swarovski Tirol - Kremser SC - Promu de Nationalliga | - Austria Salzbourg - Promu de Nationalliga - SK Vorwärts Steyr - FC Admira Wacker - FK Austria Vienne - SK Sturm Graz - First Vienna FC |

## Compétition

### Première phase
Le barème utilisé pour établir le classement est le suivant :
- Victoire : 2 points
- Match nul : 1 point
- Défaite : 0 point

| Rang | Équipe                 | Pts | J  | G  | N  | P  | Bp | Bc | Diff |
| ---- | ---------------------- | --- | -- | -- | -- | -- | -- | -- | ---- |
| 1    | FC Swarovski Tirol T   | 34  | 22 | 13 | 8  | 1  | 44 | 21 | +23  |
| 2    | FK Austria Vienne      | 31  | 22 | 14 | 3  | 5  | 50 | 25 | +25  |
| 3    | FC Admira Wacker       | 29  | 22 | 13 | 3  | 6  | 58 | 38 | +20  |
| 4    | SK Rapid Vienne        | 28  | 22 | 11 | 6  | 5  | 44 | 30 | +14  |
| 5    | SK Sturm Graz          | 23  | 22 | 6  | 11 | 5  | 23 | 17 | +6   |
| 6    | First Vienna FC        | 21  | 22 | 7  | 7  | 8  | 38 | 40 | -2   |
| 7    | SV Austria Salzbourg P | 21  | 22 | 5  | 11 | 6  | 29 | 31 | -2   |
| 8    | SKNV St. Pölten        | 21  | 22 | 7  | 7  | 8  | 25 | 31 | -6   |
| 9    | Kremser SC P           | 20  | 22 | 7  | 6  | 9  | 32 | 33 | -1   |
| 10   | SK Vorwärts Steyr      | 14  | 22 | 3  | 8  | 11 | 22 | 40 | -18  |
| 11   | Wiener Sport-Club      | 11  | 22 | 4  | 3  | 15 | 19 | 46 | -27  |
| 12   | Grazer AK              | 11  | 22 | 4  | 3  | 15 | 16 | 48 | -32  |

|  | Participation à la poule pour le titre           |
|  | Participation à la poule de promotion-relégation |
|  | T Tenant du titre P Promu de Nationalliga        |

### Seconde phase

#### Poule pour le titre
Les 8 premiers démarrent la seconde phase avec la moitié des points acquis lors de la première phase.
| Rang | Équipe                 | Pts | J  | G  | N  | P  | Bp | Bc | Diff |
| ---- | ---------------------- | --- | -- | -- | -- | -- | -- | -- | ---- |
| 1    | FC Swarovski Tirol T   | 38  | 36 | 23 | 9  | 4  | 78 | 37 | +41  |
| 2    | FK Austria Vienne C    | 30  | 36 | 20 | 5  | 11 | 70 | 46 | +24  |
| 3    | SK Rapid Vienne        | 30  | 36 | 17 | 10 | 9  | 69 | 52 | +17  |
| 4    | FC Admira Wacker       | 28  | 36 | 17 | 8  | 11 | 79 | 56 | +23  |
| 5    | SK Sturm Graz          | 25  | 36 | 10 | 16 | 10 | 34 | 30 | +4   |
| 6    | SV Austria Salzbourg P | 25  | 36 | 10 | 15 | 11 | 49 | 52 | -3   |
| 7    | SKNV St. Pölten        | 24  | 36 | 9  | 16 | 11 | 45 | 54 | -9   |
| 8    | First Vienna FC        | 19  | 36 | 10 | 9  | 17 | 51 | 70 | -19  |

|  | Qualification pour la Coupe des clubs champions 1990-1991 |
|  | Qualification pour la Coupe des Coupes 1990-1991          |
|  | Qualification pour la Coupe UEFA 1990-1991                |
|  | T Tenant du titre C Vainqueur de la Coupe d'Autriche      |

#### Poule de promotion-relégation
Les 4 derniers de la première phase rejoignent les 4 premiers de saison régulière de Nationalliga. Les 4 premiers de cette poule se maintiennent ou accèdent à la Bundesliga.
| Rang | Équipe                      | Pts | J  | G  | N | P | Bp | Bc | Diff |
| ---- | --------------------------- | --- | -- | -- | - | - | -- | -- | ---- |
| 1    | SK Vorwärts Steyr           | 22  | 14 | 11 | 0 | 3 | 29 | 14 | +15  |
| 2    | Wiener Sport-Club           | 15  | 14 | 6  | 3 | 5 | 20 | 18 | +2   |
| 3    | Kremser SC P                | 15  | 14 | 5  | 5 | 4 | 18 | 17 | +1   |
| 4    | Donawitzer SV Alpine (D2)   | 14  | 14 | 6  | 2 | 6 | 16 | 15 | +1   |
| 5    | SK VOEST Linz (D2)          | 13  | 14 | 3  | 7 | 4 | 19 | 18 | +1   |
| 6    | VfB Mödling (D2)            | 13  | 14 | 5  | 3 | 6 | 21 | 22 | -1   |
| 7    | Grazer AK                   | 11  | 14 | 4  | 3 | 7 | 18 | 25 | -7   |
| 8    | SV Spittal an der Drau (D2) | 9   | 14 | 3  | 3 | 8 | 13 | 25 | -12  |

|  | Promotion en Bundesliga            |
|  | Relégation directe en Nationalliga |
|  | P Promu de Nationalliga            |

## Bilan de la saison
| Championnat d'Autriche de football 1989-1990 |                               |
| Champion                                     | FC Swarovski Tirol (2e titre) |
| Coupes et trophées                           |                               |
| Vainqueur de la Coupe d'Autriche 1989-1990   | FK Austria Vienne             |
| Qualifications continentales                 |                               |
| Coupe d'Europe des clubs champions 1990-1991 | FC Swarovski Tirol            |
| Coupe des Coupes 1990-1991                   | FK Austria Vienne             |
| Coupe UEFA 1990-1991                         | FC Admira Wacker              |
| Coupe UEFA 1990-1991                         | SK Rapid Vienne               |
| Promotions et relégations                    |                               |
| Promus en Bundesliga                         | Donawitzer SV Alpine          |
| Relégués en Nationalliga                     | Grazer AK                     |